# プンディラボ.ジャパン
株式会社プンディラボ.ジャパン（英: Pundi X Labs Japan）は、東京都にあるブロックチェーンを世界に普及するプロジェクトであるPundi Xにおける日本拠点であり日本法人である。ただし行政の関係上、企業としては支社ではなく独立した日本法人となっていると、FacebookならびにXBlockchain MEETUPで説明している。

## 概要
プロジェクト開始以降に設立されており、プロジェクトが日本を視野に入れてから立ち上げられている。グローバルの本拠点であるPundi X Labsとは連携しており、日本に限らず世界の情報も発信している。また、日本の法規、法令遵守の為の日本法人とされており、ビジネスよりコンプライアンスを重視していると表現することがある。法務はアンダーソン・毛利・友常法律事務所が担当。

## 主な業務
仮想通貨用のPOS機、世界初のブロックチェーン通話が可能なブロックチェーンフォンなどがある。
但し、トークンエコノミーについてはグローバルサイド（シンガポール）が担当。
2024年からPundiAIプロジェクトに伴い、Web3及びAI技術企業としても展開。

## 表現
法を守る意識と分別を重んじている為「グローバル側」「グローバルサイド」という言葉が同社より用いられることがある。これは、シンガポール側における世界への対応という意味。同様に発表に注意書きがある際は、コンプライアンスの都合が大半である。その為、日本の法に則った独立した日本法人としてのサポート対応を行うことも多い。

## 沿革
- 2018年3月30日 - 東京都千代田区岩本町に設立。
- 2018年5月8日 - 商標「Pundi X」取得。登録6054936号。
- 2018年12月21日 - 商標「XPOS」取得。登録6108985号。
- 2019年5月27日 - BCCC（Blockchain Collaborative Consortium）に加盟[5]。
- 2019年11月1日 - 東京都文京区本郷に移転。
- 2020年2月19日 - 商標「Function X」取得。登録6227551号。
- 2020年3月3日 - 古物商取得 埼玉公安431050040273号（埼玉倉庫）[6]。
- 2020年3月4日 - 商標「X wallet」取得。登録6232538号。
- 2020年5月29日 - Amazon Japan にマーケット開設。
- 2021年1月20日 - ウェブページ（https://pundix-japan.business.site/）公開。
- 2022年6月23日 - XPOSの日本設置店が30店舗になっていることを公表[7]。
- 2022年8月10日 - 神田納涼祭り寄与活動を発表。
- 2022年11月2日 - 書籍出版にてWeb3、ブロックチェーンの初心者向け普及活動していくことを発表。
- 2023年6月10日 - Amazon Japan にマーケット特設にてp(x)Card販売開始、7日でSold Out。
- 2023年7月29日 - OffChainTokyoスポンサーになり、毎月WeworkにてWeb3イベント開催開始。
- 2025年3月15日 - PundiAIのプロジェクト報告用日本語記事ページ公開。[8]
- 2025年4月24日 - 東京都千代田区に移転、登記確認。

## クラウドファンディングの引継ぎ
2019年12月にCAMPFIREでクラウドファンディングを国内委託業者を委託し実施。数百万円の支援金の成果をあげたが、新型コロナウィルスの世界的な流行により、製造を予定していた中国の工場が停止、事後製造不能となり計画が休止された。当初にない世界的なコロナウィルス事情であり、最初は単純な遅れとしていたが、延期を重ねており、委託業者も継続が困難になった。結果、委託業者からのアナウンスも止まり、支援者から不満の声が相次いだ。報告を受けた株式会社プンディラボジャパンがその後に引継ぎを行うも事態は重いと判断し支援者に対する返金を急ぎ進めた。主導で行っていたことではないが可能な限りフォローするとCAMPFIRE内でアナウンスしている。

## 酷似の会社名を騙る詐欺事件
2022年に起こったプンディエックスを名乗る詐欺事件。株式会社プンディラボジャパンは、2022年6月27日に当該の事件を知り調査、同年7月2日に「弊社を騙る詐欺行為についての経緯及びご報告、また注意について」として説明ページを公開している。イメージとして考えれば、同社も被害を受けたといえる。
詐欺の手口は、ビットコインの価格降下市況にあわせて、同社のf(x)Walletアプリをスマートフォンにインストールした上で、ビットコインをあるアドレスへ分散して転送すると、そのビットコインを現状より良い以前の価格で買い受けるというもの。アプリのこともあり、同社ブランド名が含まれる会社名「プンディエックス」を騙った。この会社は偽物であり存在していない。
被害者は複数いると報告されており、説明ページでは、よく考えれば現実的に不可能な矛盾点もあり、目先に囚われない一層の注意をすることが大事だと説明した。
この件を受けて日本人及び日本社会の知識と理解力を解決する為と言い、同年11月より2021年に作成したガイド書籍を拡充した日本向けの初心者が分かりやすく理解できるクリプト全般書籍を頒布または販売している。2023年にはウサギでも分かるシリーズ本に発展した。

## 人物

### Nanna
日本の代表。Nannaは業界ネーム。本名はタナカ、本人はこの理由をタナカが多いからとイベントで語っており、タナカと呼ばれても問題は無いと答えている。
同社の代表になるまでいくつもの業界でのエンジニア経験があり、システムエンジニアとしての働きが長い。インターネット黎明期の経験者であり、ブロックチェーンにも同質のものを感じていると語っている。テレグラムの日本チャンネルの管理者の一人でもある。

### Zac Cheah
Pundi X Labs CEO兼共同創設者。日本においてもZacとそのままの愛称で親しまれて呼ばれている。Pundi Xプロジェクトの総責任者。